# Platipneja
Platipneja је medicinski izraz izveden iz grčkog jezika od reči platus što znači ravan i pnoea što znači dah) je medicinski simptom koji označi kratkoću daha tokom disanja koje se pogoršava u uspravnom (stojećem ili sedećem) položaju, a poboljšava tokom ležanja na ravnoj podlozi (bez uzglavlja). Ova vrsta kratkoća daha, koja nastaje tokom ležanja na leđima suprotna je od ortopneje koja se javlja tokom ležanja a poboljšava tokom stajanja i/ili sedenja.
Dijagnoza platipneje obično je složena i zahtieva temeljnu kliničku i radiološku procenu pacijenta. Klinički ishod zavisi o utvrđivanju osnovne etiologije. Rana dijagnoza i ciljano i usaglašeno lečenje moguće je samo multidisciplinarnim pristupom, koji uključuje pulmologa, kardiologa, radiologa i respiratornog terapeuta. U idealnom slučaju će se lečiti osnovni poremećaj i na taj način ukloniti respiratorni simptomi. Ako to nije moguće zbog prirode osnovnog poremećaja, klinički tretman platipneje mora biti usmeren na edukaciju i upravljanje simptomima.

## Istorija
Platineja je prvi kao simptom opisana od strane doktora Buršea i njegovih saradnika 1949. godine, dok je kao medicinski izraz (platipneja) prvi put počela da se primenjuje od 1969. godine.

## Epidemiologija
Platipneja koja može koegzistirati ili biti uzrokovana ortodeoksijom koja je definisana kao desaturacija kiseonikomka u uspravnom položaju, tada zajednički sa njom predstavljaju sindrom nazvan platipneja-ortodeoksija sindrom.
Trenutno ne postoje podaci za procenu učestalosti platipneje jer većina slučajeva ostaje neprimećena osim ako se kliničari posebno ne pozabave ovim simptomima. Dodatno, istraživanje stepena dispneje ili zasićenosti kiseonikom u uspravnom i sedećem položaju obično nije deo rutinskog merenja vitalnih znakova ili fizikalnog pregleda; stoga se pozicione promene u oksigenaciji mogu lako prevideti.

## Etiologija
Nakon do danas sprovedenih istraživanja opisaln je veći broj mogućih uzroke ovog stanja, koji se prea etiologiji mogu široko klasificirati u intrakardijalne i ekstrakardilane.
Intrakardijalni uzroci
Iz ove grupe uzroka kao najčešći navode se:
- foramen ovale (PFO),
- atrijski septalni defekt (ASD)
- atrijalna septalna aneurizma (ASA) navedeni su kao najčešća etiologija.[8]

Ekstrakardijalni uzroci
Kao etiološki činilac u ekstrakardijalne faktore spadaju:
- Unutarplućni šantovi — plućna arteriovenska malformacija (AVM), plućne parenhimske bolest i hepatopulmonalni sindrom spadaju u najčeč uzroke iz ove grupe
- Vanplućni šantovi — opisani su u nekoliko studija kao mogući činioci poput masne embolije, Parkinsonove bolesti, iako se precizan mehanizam tih etiologija koje dovode do platipneje ostao kontroverzan i neuhvatljiv.[8]

## Patofiziologija
Patofiziologija platipneje nije u potpunosti shvaćena, ali se smatra da se javlja kod pacijenata s poremećajima povezanim sa položajem tela koji remeti desno-levi protok krvi kroz intrapulmonalni ili intrakardijalni šant, u stanjima poput plućne hipertenzije, plućne embolije, nakon pneumonektomije ili kod velikog perikardnog izliva. Platipneja se kod ntrapulmonalnih šantova s desna na levo javlja uglavnom na bazi pluća kod pacijenata sa hepatopulmonalnim sindromom (HPS).

## Klinička slika
Neki od znakova i simptoma u kliničkoj slici su:
- Vitalni znaci ortodeoksije — ne reagovanje na davanje kiseonika, koje može biti povezano sa prisustvom šanta sa desna na levo.
- Pojava paukolikih nevus po koži, palmarni eritem, ascites, edem itd, što može ukazivati na hronične bolesti jetre.
- Simptomi idiopatske plućne fibroze.

## Dijagnoza
Dijagnoza platipneje je obično složena i zahteva temeljnu kliničku i radiološku procenu pacijenta.

## Terapija
Imajući u vidu činjenicu da je platipneja simptom, a ne bolest, njeno lečenje trebalo bi biti multidisciplinarno i pre svega usmereno prema osnovnom poremećaju:
- Svim hipoksičnim pacijentima treba obezbediti dodatni kiseonik.
- Za cirotične bolesnike sa HPS jedini definitivni tretman je transplantacija jetre.[13]
- Lečenje bolesti pluća zavisi od osnovne bolesti, ali najčešče uključuje antibiotike za upalu pluća, emboloterapiju za velike plućne arteriovenske malformacije i specifično lečenje pacijenata sa intersticijskom bolesti pluća.[14]

## Prognoza
Klinički ishod zavisi od utvrđivanja osnovne etiologije. Koordinacija nege i rano uključivanje multidisciplinarnog tima koji bi trebalo da čini pulmologa, kardiolog, radiolog i respiratornog terapeuta, neophodni su za ranu dijagnozu i ciljano lečenje.
U idealnom slučaju ako se leči osnovni poremećaj, mogu da se eliminišu i respiratorni simptomi. Ako to nije moguće zbog prirode osnovnog poremećaja, kliničko upravljanje platipnejom mora biti usmereno na edukaciju i simptomatsku terapiju.

## Spoljašnje veze
- Platypnea — www.ncbi.nlm.nih.gov (језик: енглески)

|  | Molimo Vas, obratite pažnju na važno upozorenje u vezi sa temama iz oblasti medicine (zdravlja). |